# Olga Nikitina
Olga Nikitina (n. 26 noiembrie 1998, Lipețk, Regiunea Lipețk, Rusia) este o scrimeră rusă, medaliată olimpică. A participat la o ediție a Jocurilor Olimpice (2020) în care a câștigat o medalie de aur.